# Данило Мартели
Данило Мартели (на италиански: Danilo Martelli) е италиански футболист, полузащитник, част от състава на Великият Торино.

## Кариера
Започва кариерата си с Марцото Манербио в Серия Ц, през сезон 1940/41. След това преминава в Бреша Калчо, който се състезава в Серия Б в продължение на два сезона. През 1946 г. е привлечен в Торино.
С 72 мача и 10 гола той допринася за завоюването на три титли от Серия А с Великият Торино през 1947, 1948 и 1949 г. Валентино Мацола го посъветва винаги да бъде „зловещ“.
Заедно с Валерио Бачигалупо и Марио Ригамонти той е част от легендарното трио Ница, тримата играчи на Торино, които живеят заедно в малък апартамент във Вия Ница в Торино.
Данило Мартели загива на 4 май 1949 г. в самолетната катастрофа в Суперга. Погребан е в родния си град Кастелукио. Футболният стадион в Мантуа носи неговото име.

## Отличия
Торино
- Серия А: 1946/47, 1947/48, 1948/49